# Economia Ungariei
Ungaria este o economie mixtă OCDE cu venituri ridicate, cu un indice de dezvoltare umană foarte ridicat și o forță de muncă calificată, cu cea de-a 13-a cea mai mică inegalitate a veniturilor din lume; în plus, este a 14-a cea mai complexă economie, conform Indicelui complexității economice. Economia maghiară este cea de-a 57-a economie din lume (din 188 de țări măsurate de FMI) cu o producție anuală de 265,037 miliarde USD și se situează pe locul 49 în lume în funcție de PIB-ul pe cap de locuitor măsurat prin paritatea puterii de cumpărare. Ungaria este o economie de piață orientată spre export, cu un accent puternic pe comerțul exterior; astfel țara este cea de-a 35-a cea mai mare exportatoare din lume. În 2015, țara a exportat bunuri și servicii în valoare de peste 100 miliarde de dolari, cu un excedent comercial ridicat de 9,003 miliarde de dolari, dintre care 79% au fost exportate în UE, iar 21% au fost reprezentați de comerțul în afara UE. Capacitatea de producție a Ungariei se află în proprietate privată în proporție de 80%, cu o impozitare totală de 39.1%.
Ungaria continuă să fie una dintre cele mai importante țări din Europa Centrală și de Est pentru atragerea investițiilor străine directe: ISD-ul intern al țării a fost de 119,8 miliarde USD în 2015, în timp ce Ungaria investește peste 50 de miliarde de dolari în străinătate. Începând cu anul 2015, partenerii comerciali principali ai Ungariei au fost Germania, Austria, România, Slovacia, Franța, Italia, Polonia și Republica Cehă. Printre industriile majore se numără industria alimentară, farmaceutică, a autovehiculelor, tehnologia informației, produse chimice, metalurgie, mașini, bunuri electrice și turism (în 2014, Ungaria a primit 12,1 milioane de turiști internaționali). Ungaria este cel mai mare producător de electronice din Europa Centrală și de Est. În ultimii 20 de ani, Ungaria a devenit, de asemenea, un important centru pentru tehnologia mobilă, securitatea informațiilor și cercetarea hardware aferentă. Rata de ocupare a forței de muncă în economie a fost de 68.7% în ianuarie 2017, structura ocupării forței de muncă arată caracteristicile economiilor postindustriale, cu 63.2% din forța de muncă fiind angajată în sectorul serviciilor, 29.7% în domeniul industrie, în timp ce agricultura a ocupat 7.1 %. Rata șomajului a fost de 3.8% în septembrie-noiembrie 2017, în scădere de la 11% în timpul crizei financiare din 2007-2008. Ungaria face parte din piața unică europeană, care reprezintă mai mult de 508 milioane de consumatori. Multe politici comerciale interne sunt determinate de acorduri între membrii Uniunii Europene și de legislația UE.
Companiile mari din Ungaria sunt incluse în BUX, indicele bursier din Ungaria listat la Bursa din Budapesta. Printre companiile bine-cunoscute în Ungaria se numără Grupul MOL, OTP Bank, Gedeon Richter Plc., Magyar Telekom, CIG Pannonia, FHB Bank, Zwack Unicum; Ungaria deține, de asemenea, un număr mare de întreprinderi mici și mijlocii specializate, de exemplu mulți furnizori din industria auto și start-up-uri de tehnologie, printre altele.
Budapesta este capitala financiară și de afaceri a Ungariei. Capitala este un hub economic semnificativ și este a doua economie urbană cu cea mai rapidă dezvoltare în Europa: PIB-ul pe cap de locuitor al orașului a crescut cu 2.4% și ocuparea forței de muncă cu 4.7% față de anul 2014. La nivel național, Budapesta este principalul oraș al Ungariei pentru afaceri, reprezentând 39% din venitul național. Orașul a avut un produs metropolitan brut de peste 100 de miliarde de dolari în 2015, devenind una dintre cele mai mari economii regionale din Uniunea Europeană. Budapesta se situează, de asemenea, printre orașele cu performanțe ridicate ale PIB-ului din lume, măsurate de PricewaterhouseCoopers. Într-un clasament global al competitivității orașelor de către EIU, Budapesta se situează deasupra unor orașe precum Tel Aviv, Lisabona, Moscova și Johannesburg, printre altele.
Ungaria își menține propria monedă, fortul maghiar (HUF), deși economia îndeplinește criteriile de la Maastricht, cu excepția datoriei publice, dar raportul dintre datoria publică și PIB este semnificativ mai mic decât media UE, la 75.3% în 2015. Banca Națională a Ungariei - înființată în 1924, după dizolvarea Imperiului Austro-Ungar - se concentrează în prezent pe stabilitatea prețurilor, cu ținta de inflație de 3%.

### Privatizarea în Ungaria
În ianuarie 1990, Agenția de Stat pentru Privatizare (SPA, Állami Vagyonügynökség) a fost înființată pentru a gestiona primele etape ale privatizării. Datorită datoriei externe a Ungariei de 21,2 miliarde de dolari, guvernul a decis să vândă proprietatea statului în loc să o distribuie gratuit oamenilor.  
Guvernul Forumului Democrat Maghiar de centru-dreapta din 1990-1994 a hotărât demolarea cooperativelor agricole și să le împartă, acordând mașini și terenuri foștilor lor membri. Guvernul a introdus, de asemenea, o lege de recompensare care oferă vouchere persoanelor care au deținut terenuri înainte de a fi naționalizate în 1948. Acești oameni (sau descendenții acestora) își puteau schimba voucherele pentru terenuri deținute anterior de cooperative agricole, care au fost obligate să renunțe la o parte din terenurile lor în acest scop. Magazinele mici și întreprinderile cu amănuntul au fost privatizate între anii 1990 și 1994, însă investițiile greenfield ale companiilor de retail străine precum Tesco, Cora și IKEA au avut un impact economic mult mai mare. Multe utilități publice, inclusiv compania națională de telecomunicații Matáv, conglomeratul național de petrol și gaze MOL, precum și companiile de furnizare și producție de energie electrică au fost privatizate.
Deși cele mai multe bănci au fost vândute investitorilor străini, cea mai mare bancă, Banca Națională de Economii (OTP), a rămas în proprietatea maghiarilor. 20% din acțiuni au fost vândute investitorilor instituționali străini și acordați organizațiilor de securitate socială, 5% au fost cumpărate de angajați, iar 8% au fost oferite la Bursa din Budapesta.

### Economia Ungariei din 1990
Până în 1995, indicii fiscali ai Ungariei s-au deteriorat: investițiile străine au scăzut, precum și așteptările analiștilor străini asupra perspectivelor economice. Datorită cererii ridicate a bunurilor de import, Ungaria a avut, de asemenea, un deficit comercial ridicat  și un deficit bugetar, și deci nu a putut ajunge niciodată la un acord cu FMI. După ce nu a mai avut ministru de finanțe timp de mai mult de o lună, premierul Gyula Horn la numit pe Lajos Bokros ministru de finanțe la 1 martie 1995. El a introdus o serie de măsuri de austeritate („Pachetul Bokros”) la 12 martie 1995, care a avut următoarele puncte cheie: devalorizarea unilaterală a forintului cu 9%, introducerea unei devalorizări constante, taxa vamală suplimentară de 8% pentru toate bunurile cu excepția surselor de energie, limitarea creșterii salariilor în sectorul public, privatizarea simplificată și accelerată. Pachetul include, de asemenea, abolirea învățământului superior gratuit și a serviciilor stomatologice; alocațiile familiale reduse, alocațiile pentru îngrijirea copiilor și plățile de maternitate fiind acordate în funcție de venituri și avere; scăderea subvențiilor pentru produsele farmaceutice și creșterea vârstei de pensionare
Aceste reforme nu numai că au sporit încrederea investitorilor  dar au fost, de asemenea, susținute de FMI și de Banca Mondială , cu toate acestea, nu au fost bine primite de către maghiari; Bokros a spart recordul negativ de popularitate: 9% din populație a vrut să-l vadă într-o „poziție importantă politică“  și doar 4% au fost convinși că reformele ar „îmbunătăți finanțele țării într-un fel important“ 
În 1996, Ministerul Finanțelor a introdus un nou sistem de pensii în locul celui care se bazează integral pe stat: au fost introduse conturi private de economii de pensii, care au fost finanțate în proporție de 50% din asigurările sociale.

### Utilități publice
Electricitatea este disponibilă în fiecare localitate din Ungaria.
Pentru a evita o penurie de gaze cauzată de închiderea conductei ucrainene ca cea din ianuarie 2009, Ungaria participă atât la proiectele Nabucco, cât și la proiectele de gazoduct South Stream. Ungaria are, de asemenea, rezerve strategice de gaz: cea mai recentă rezervă de 1,2 miliarde de metri cubi a fost deschisă în octombrie 2009.
În 2008, 94,9% din gospodării au avut apă curentă. Deși este responsabilitatea guvernelor municipale de a oferi populației o alimentare sănătoasă cu apă, guvernul ungar și Uniunea Europeană oferă subvenții celor care doresc să dezvolte aprovizionarea cu apă sau sistemele de canalizare. În parte datorită acestor subvenții, 71,3% din toate locuințele sunt conectate la sistemul de canalizare, în creștere față de 50,1% în 2000.
Rata de penetrare a Internetului a crescut în mod semnificativ de-a lungul ultimilor ani: rata gospodăriilor care au o conexiune la internet a crescut de la 22,1% (din care 49% a fost în bandă largă), în 2005 la 48,4% (din care 87,3% a fost în bandă largă), în 2008.

### Producția de automobile
Audi a construit cea mai mare fabrică de motoare din Europa (a treia ca mărime din lume) la Győr devenind cel mai mare exportator din Ungaria, cu investiții totale care depășesc 3,300 de milioane de euro până în 2007. Forța de muncă a Audi asamblează Audi TT, Audi TT Roadster și A3 Cabriolet în Ungaria. Audi livrează motoare pentru producătorii de automobile Volkswagen, Skoda, Seat și, de asemenea, pentru Lamborghini.
Daimler-Benz a investit 800 de milioane de euro și a creat până la 2.500 de locuri de muncă într-o nouă fabrică de asamblare din Kecskemét, Ungaria  cu capacitatea de a produce 100.000 de mașini compacte Mercedes-Benz pe an.
Opel a produs 80.000 de modele Astra și 4.000 de vehicule Vectra din martie 1992 până în 1998 în Szentgotthárd, Ungaria. Astăzi, fabrica produce aproximativ jumătate de milion de motoare si capete de cilindrii pe an.

### Monedă
Moneda Ungariei este forintul maghiar (HUF, Ft) de la 1 august 1946. Un forint este format din 100 fillérii, dar fillérul nu mai este în circulație din 1999, fiind folosit doar în contabilitate.
Există șase monede (5, 10, 20, 50, 100, 200)  și șase bancnote (500, 1000, 2000, 5000, 10000 și 20000). Monedele de 1 și 2 forint au fost retrase în 2008, dar prețurile au rămas la fel ca și în cazul magazinelor care respectă schema oficială de rotunjire  pentru prețul final. Bancnota de 200 de forinți a fost retrasă la 16 noiembrie 2009.
Ca membru al Uniunii Europene, scopul pe termen lung al guvernului maghiar este de a înlocui forintul cu euro.  
Inegalitatea rasială, care îi lovește în primul rând pe cetățenii de etnie romă din Ungaria, reprezintă o problemă gravă. Deși definiția identității romilor este controversată, studiile calitative demonstrează că rata de ocupare a romilor a scăzut semnificativ după căderea comunismului: datorită disponibilizărilor extraordinare ale muncitorilor necalificați  în anii de tranziție, o treime dintre romi au fost excluși de pe piața muncii. Prin urmare, acest conflict etnic este în mod inerent interconectat cu inegalitățile de venituri din țară  - cel puțin două treimi dintre cele mai sărace 300 000 de persoane din Ungaria sunt de etnie romă. În plus, discriminarea etnică este extrem de ridicată, 32% dintre romi se confruntă cu discriminare atunci când caută un loc de muncă. romiii care încearcă să intre pe piața muncii rar pot găsi un loc de muncă  ceea ce creează un deficit de motivare și întărește în continuare segregarea și șomajul.

### Sistemul fiscal
În Ungaria, reforma impozitelor din 1988 a introdus un sistem fiscal cuprinzător care constă, în principal, din impozite centrale și locale, incluzând o taxă pe venit personal, o impozit pe profit și o taxă pe valoarea adăugată. Dintre veniturile fiscale totale, raportul dintre impozitele locale este de numai 5%, în timp ce media UE este de 30%. Până în 2010, impozitarea unei persoane a fost progresivă, cota de impozitare fiind determinată pe baza venitului persoanei: pentru un câștig de până la 1.900.000 forinți pe an, impozitul a fost de 18%, impozitul pe venituri peste această limită a fost de 36% începând cu 1 iulie 2009.